# تصوير الأعضاء
تصوير الأعضاء (من اليونانية όργανο، عضوي، «أورغن»؛ و -αφή ، الرسوم) هو الوصف العلمي لبنية ووظيفة الأعضاء في الكائنات الحية.

## التاريخ
التصوير العضوي كدراسة علمية يبدأ مع أرسطو، الذي اعتبر أجزاء النباتات «أعضاء» وبدأ في النظر في العلاقة بين الأجهزة المختلفة والوظائف المختلفة. في القرن السابع عشر، أوضح يواكيم جونغ بوضوح أن النباتات تتكون من أنواع مختلفة من الأعضاء مثل الجذر والجذع والورقة، ومضى في تعريف أنواع الأعضاء هذه على أساس الشكل والموقف.
في القرن التالي كاسبار فريدريش وولف كان قادرا على متابعة تطوير الأعضاء من «نقاط النمو» أو النسيج الإنشائي القمي. وأشار إلى القواسم المشتركة للتنمية بين أوراق الشجر وأوراق الأزهار (مثل البتلات) وكتب: «في النبات بأكمله، الذي نتساءل عن أجزائه على أنه، للوهلة الأولى، متنوع بشكل غير عادي، لا أدرك وأعترف في النهاية بأي شيء أبعد من الأوراق والجذع (لأن الجذر يمكن اعتباره جذعا). وبالتالي يتم تعديل جميع أجزاء النبات، باستثناء الجذعية، والأوراق.»
وقد طرح غوته آراء مماثلة في أطروحته المعروفة. كتب: "العلاقة الأساسية بين الأجزاء الخارجية المختلفة من النبات، مثل الأوراق، والكاليك، والنتيجة الطبيعية، والركودات، التي تتطور واحدة تلو الأخرى، وكما كانت، من بعضها البعض، منذ فترة طويلة معترف بها بشكل عام من قبل المحققين، وفي الواقع تمت دراستها خصيصا. والعملية التي من خلالها واحد ونفس الجهاز يقدم نفسه لنا في أشكال مختلفة وقد وصف التحول من النباتات.

### استشهاد عام
- يواكيم جونغ، إيزاغوجي فيتوسكوبيكا (1678)
- كاسبار فريدريش وولف، نظرية الجيل (1759)
- ج. جوته، محاولة شرح تحول النباتات (1790)